# Mycène à pied jaune
Mycena renati
Espèce
Le mycène à pied jaune (Mycena renati) est une espèce de champignons agaricomycètes de la famille des Mycenaceae et du genre Mycena.